# 延和公園
24°03′36″N 120°32′22″E / 24.059986°N 120.539310°E
彰化延和公園位於台灣彰化縣彰化市，緊鄰彰化縣立彰興國民中學，是彰化市少數的大型公園。
緊鄰彰興國中東面的延和公園運動場，建有二百公尺合成橡膠彩色跑道和周邊綠美化。因為彰興國中沒有運動場可供師生使用，彰化市公所將公園南邊一千二百坪的綠地規劃為二百公尺合成彩色橡膠跑道，並設置景觀司令台兼看台，還有周邊植栽綠美化工程，使現有延和運動場變成多功能綜合運動場。該運動場不僅可作為市民健身場地，對彰興國中更是一大福音，完工後即有運動場上體育課。
延和公園也是彰化市少數有壘球場的公園，提供喜歡棒壘球運動的市民運動空間。

## 外部連結
- 樹木理光頭／延平、延和公園好淒涼（自由電子報）[永久]